# Chizu Kobayashi
Chizu Kobayashi (jap. 小林 千寿, Kobayashi Chizu; * 28. September 1954 in Matsumoto, Präfektur Nagano) ist eine professionelle japanische Go-Spielerin (5. Dan). 

## Werdegang und Tätigkeit
Kobayashi ist Schülerin von Minoru Kitani. 1972 bestand sie im Alter von 18 Jahren die Aufnahmeprüfung des japanischen Berufs-Goverbandes Nihon Ki-in und wurde professionelle Spielerin im Rang eines ersten Dan. Sie hat verschiedene Titel in Frauenmeisterschaften gewonnen. Derzeit hat sie den Rang eines fünften Dan erreicht.
Kobayashi war und ist Lehrerin vieler Go-Talente wie Benjamin Teuber, Mérö Czaba, Ondrej Silt, Hans Pietsch und Sorin Gherman. Als Special Advisor for Cultural Exchange des japanischen Bunka-chō (Agency for Cultural Affairs) unterrichtet sie europaweit Go-Spieler.

## Titel
- Japanische Landesmeisterin (1976–1978)
- Kakusei-Titel der Damen (1989, 1993, 1997)